# Brachioppia excrescens
Brachioppia excrescens är en kvalsterart som beskrevs av Sandór Mahunka 1985. Brachioppia excrescens ingår i släktet Brachioppia och familjen Oppiidae. Inga underarter finns listade.